# Chóc gai
Chóc gai, còn có nhiều tên gọi khác như ráy gai, móp gai, mớp gai, mác gai, sơn thục gai, khoai sọ gai (danh pháp khoa học: Lasia spinosa) là một loài thực vật có hoa trong họ Ráy (Araceae). Loài này được Carl Linnaeus miêu tả khoa học đầu tiên năm 1753 dưới danh pháp Dracontium spinosum. Năm 1864 George Henry Kendrick Thwaites đồng nhất nó với Lasia aculeata do João de Loureiro mô tả năm 1790 và chuyển loài này sang chi Lasia thành danh pháp Lasia spinosa.

## Mô tả
Chóc gai là cây thảo cao 1-2m, có thân rễ. Các gióng có gai to mập. Cuống lá dài 32–125 cm, có gai (đôi khi nhẵn), có bẹ. Thể gối 15-35mm. Phiến lá rất đa dạng, hình mũi tên-hình mác, kích thước 35-65 × 20–60 cm, đơn hoặc chia thùy. Thùy trước nguyên hoặc xẻ chân vịt tới gần gân giữa, nhọn mũi. Các thùy sau một hoặc hai lần xẻ lông chim đôi với 3-4 đoạn bên hẹp hoặc khá dài, nhọn mũi. Gân bên sơ cấp 2-4, to. Gân bên thứ cấp mỏng hơn, nhiều gân phụ bậc cao. Tất cả các gân đều phẳng, phía xa trục có gai nhỏ thẳng hoặc hơi cong. Cuống hoa dài tới 47 cm, có gai. Cụm hoa không phân nhánh, có mo dài bao lại, phần gốc mở ra còn phần trên khép kín. Mo hoa dài 18–35 cm với phần đuôi dài tới 28 cm, màu cam xỉn tới đen-đỏ phía ngoài và màu vàng xỉn tới đỏ sẫm xỉn phía trong. Trục hoa hình trụ, ngắn hơn mo nhiều. Hoa nhiều, tất cả đều lưỡng tính. Bao hoa gồm 4-6 mảnh, bộ nhị gồm 4-6 nhị có chỉ nhị ngắn, bầu 1 ô có chứa 1 noãn treo. Quả mọng hình trứng vuông hay tháp nhọn, có gai ngắn rậm ở đỉnh. Hạt hình trứng-hình tim dẹp, kích thước 5-7mm. Ra hoa vào tháng 7-9.

## Môi trường sống và phân bố
Đầm lầy, bờ sông, hào rãnh, nơi ẩm ướt trong rừng nhiệt đới và cận nhiệt đới, đôi khi được trồng ven ao cá hoặc ruộng lúa, ở cao độ dưới 1.500 m.
Khu vực phân bố: Trung Quốc (Quảng Đông, Quảng Tây, Hải Nam, Đài Loan, nam Tây Tạng, Vân Nam), Bangladesh, Bhutan, Campuchia, đông bắc và đông nam Ấn Độ, Indonesia, Lào, Malaysia, Myanmar, Nepal, New Guinea, Sri Lanka, Thái Lan, Việt Nam.

## Sử dụng
Lá non dùng làm rau ăn (rau móp). Thân rễ sử dụng trong y học để chữa trị lao hạch bạch huyết, sưng hạch bạch huyết, đau dạ dày, vết rắn và côn trùng cắn, các vết thương và thấp khớp.

## Hình ảnh

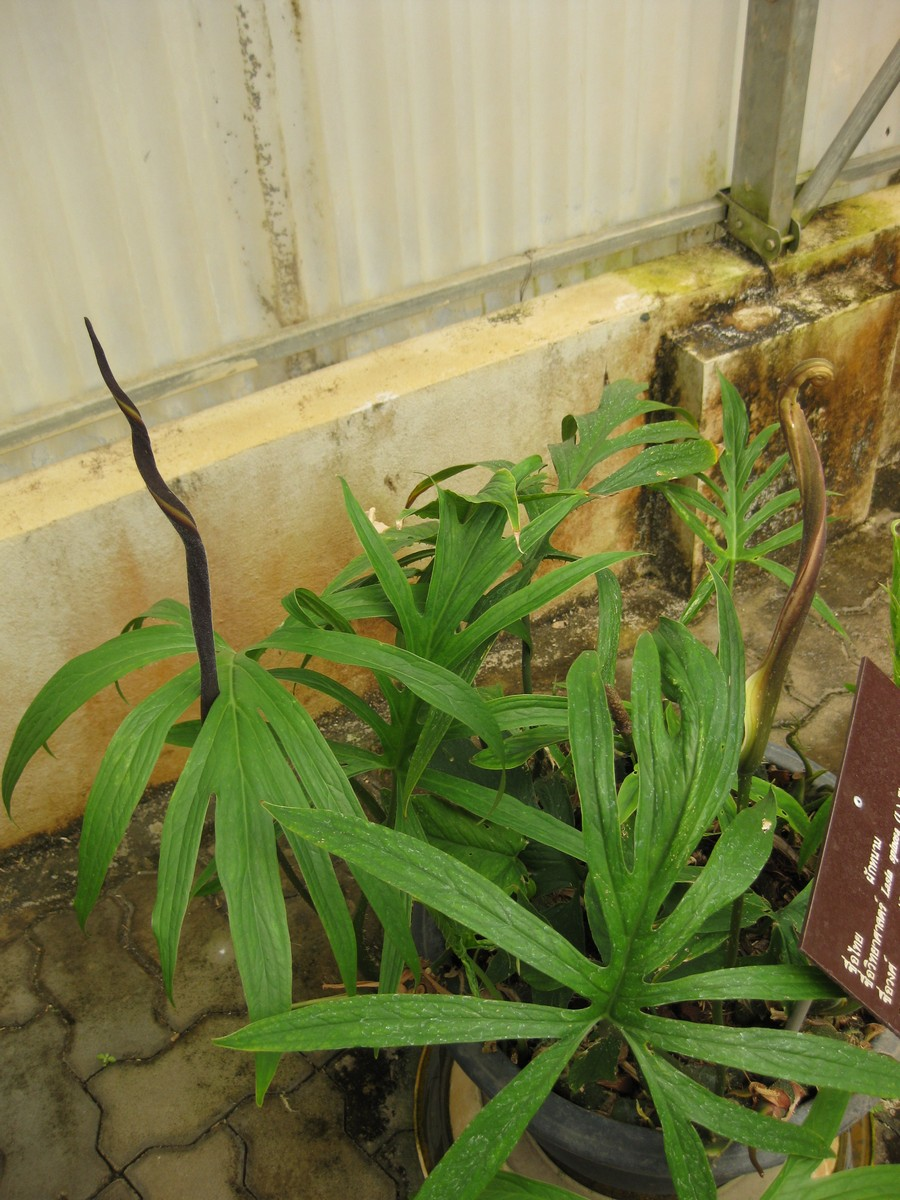
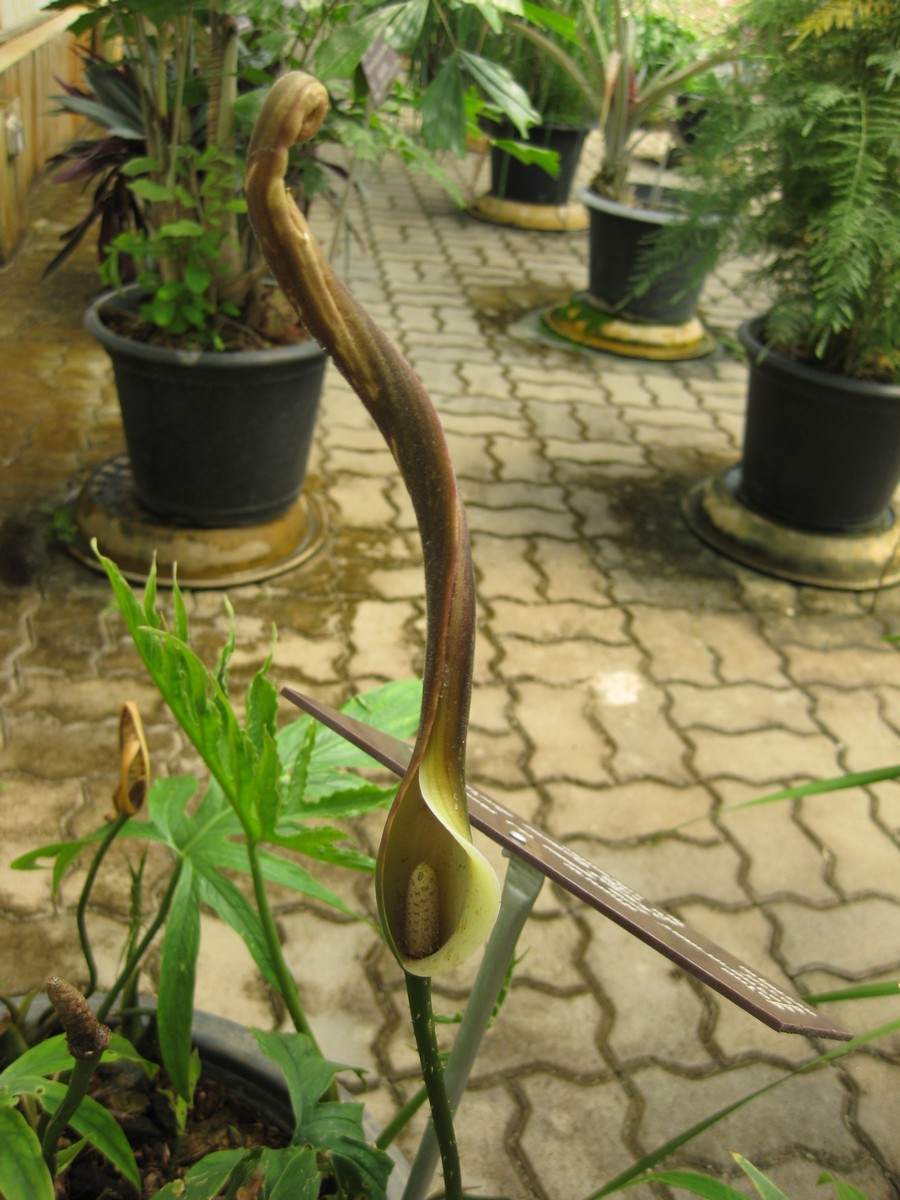
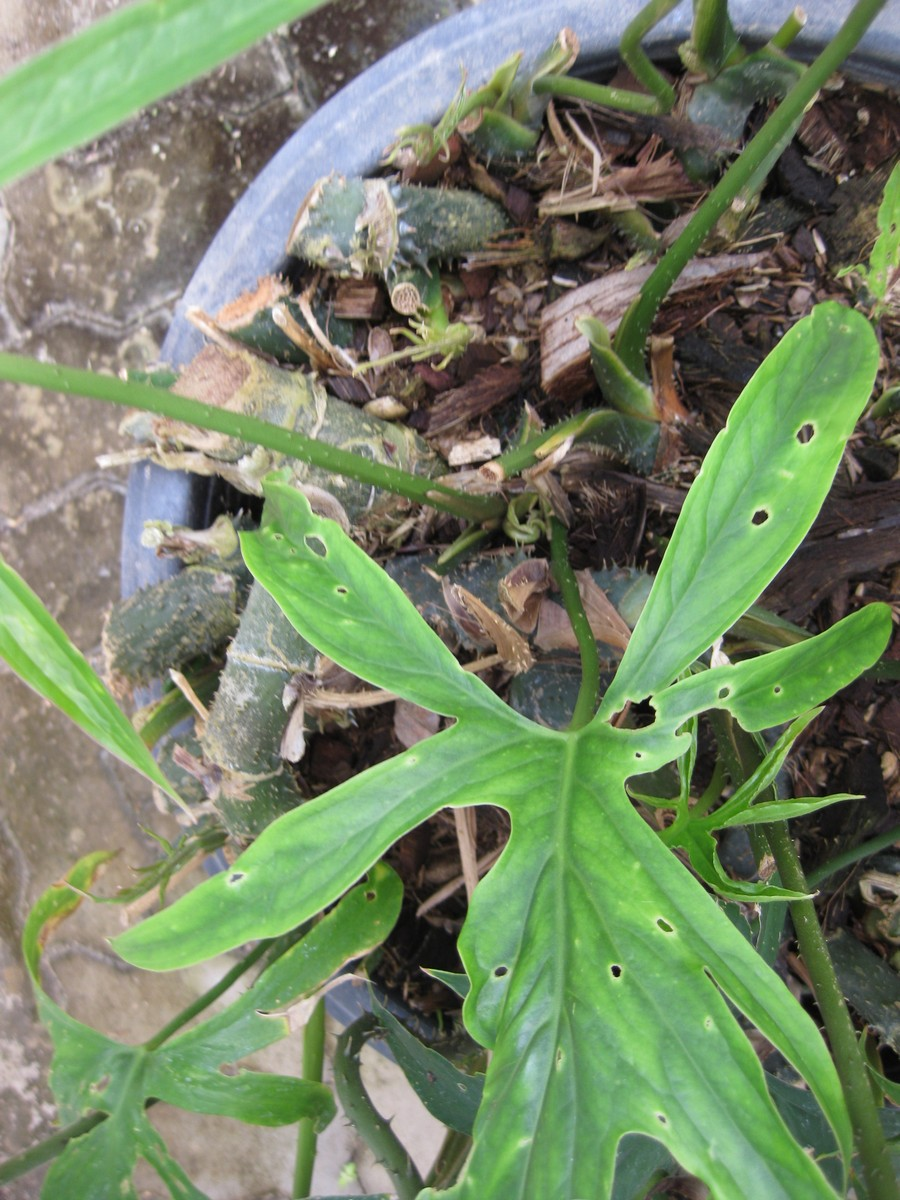
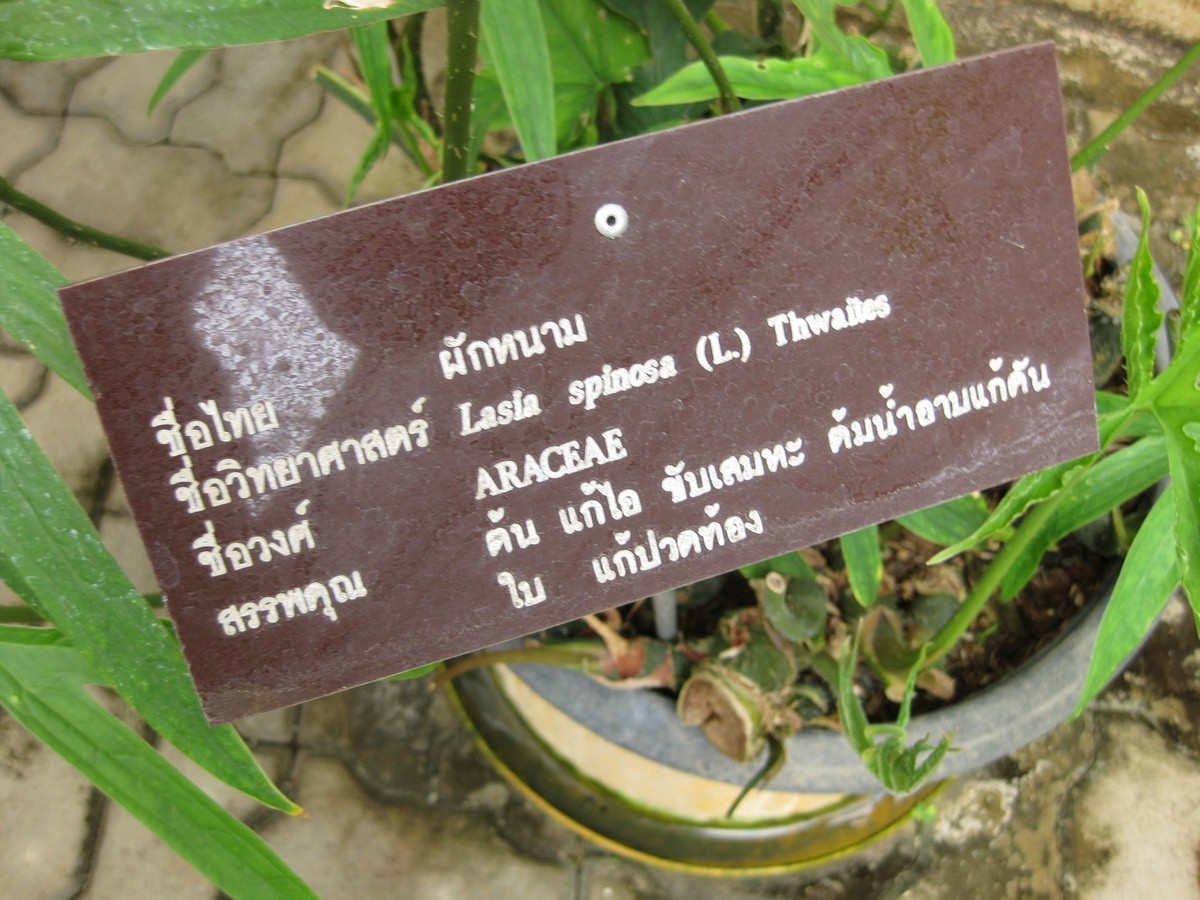